# گدینگتون
گدینگتون (به انگلیسی: Geddington) یک روستا و محله مدنی در بریتانیا است که در Kettering واقع شده‌است. گدینگتون ۱٬۵۰۳ نفر جمعیت دارد.